# 魔幻屠龍
是一部1996年上映的奇幻冒險電影，羅伯·柯漢執導，由丹尼斯·奎德、彼得·普斯特李威、大卫·休里斯、迪娜·邁耶等人主演，史恩·康納萊在此部電影擔任魔龍一角之配音。这部影片於1996年和1997年獲得包含奧斯卡最佳視覺效果獎在內等多个奖项提名。

## 剧情简介
波恩是一位英國騎士，行事皆依循著騎士精神並細心教導一位撒克遜王子艾恩。藉此波恩希望艾恩能成為一位比他的暴君父親弗雷恩更愛民的國王。當弗雷恩在鎮壓農民起義時身亡，艾恩也在該戰役中被一位農家女孩凱拉擊中要害。艾恩的母親艾許林王后趕忙將她的愛子帶到魔龍面前，並請求魔龍拯救她的愛子一命。在愛恩發誓未來會依循著正義與道德而行後，魔龍將一半的心臟取代艾恩的心臟。但是艾恩並未遵守誓言，反而成為比他父親更為殘暴的國王。他不僅更加壓榨農民們，甚至奴役他們重建羅馬城堡。波恩認為是魔龍的心扭曲了艾恩，並且發誓將向所有的魔龍報仇。
12年後，已成年的艾恩完成了城堡重建。凱拉向國王請求赦免她已被罰奴役多年的父親，但艾恩立刻殺害她的父親，並稱她的父親已經「自由」了。而此時的波恩也成為一位優秀的屠龍者，有一位希望能寫出大作的詩人吉爾伯特修士不斷的跟著波恩，觀察波恩屠龍並記錄下他的「史詩」。波恩追蹤其中一條魔龍至他的巢穴並開始一場生死決戰，但惡戰的結果卻僵持不下。魔龍告知波恩他是龍族最後一條龍，如果波恩殺死了他，波恩也將因此失業。於是波恩與魔龍達成協議，開始聯手「屠龍詐騙」當地居民。而波恩也以天龍座之名稱呼魔龍為卓克。但波恩不知道的是，卓克正是那位將心臟分給艾恩的魔龍，卓克與艾恩因為共享心臟，同時也共享生命和痛覺。
在波恩與卓克開始他們的新事業時，凱拉也不斷的尋找報殺父之仇的機會，但在一次暗殺失敗時，不幸被逮捕下獄。艾恩認出凱拉就是那位讓他當年陷入瀕死的兇手，並試圖引誘凱拉向他臣服並嫁給他成為王后。艾許林因為厭惡他的兒子成為一個暴君，暗助凱拉逃離城堡。凱拉在脫逃後回到村莊，試圖說服村民集結起來反抗艾恩的暴政。但村民不但拒絕凱拉，甚至在波恩的「建議」下，將凱拉作為祭品獻祭給卓克。卓克將凱拉帶回巢穴，凱拉也因此知道卓克與波恩的「事業」。此時艾恩也抵達卓克的巢穴，並試圖將凱拉抓回去。波恩站了出來並與艾恩戰鬥，艾恩在戰鬥時坦白，他從來都不認同波恩的理想，他在受指導時只是不斷的講波恩想聽的話，因為這樣波恩才會教他如何戰鬥。在戰鬥的最後艾恩占了上風並差點殺害波恩，但卓克打斷他們，並向艾恩展露出他的半顆心臟，艾恩也因此嚇得趕快逃跑。凱拉向波恩請求幫忙推翻艾恩的暴政，但萬念俱灰並感到被艾恩背叛的波恩拒絕了她的請求。
波恩跟卓克在另一個村莊的「屠龍秀」在凱拉的干擾之下失敗，當卓克裝死時，由於水太淺造成卓克無法按照他們常用的把戲逃跑，村民希望來分食卓克的肉，但卓克因為聽見了他們的想法，連忙逃跑。發現自己受騙的村民，逮住了波恩。村民們將波恩、凱拉與剛好也在那個村莊的吉爾伯特抓了起來，並打算來享用人肉大餐。此時卓克將三人救走到達阿瓦隆，並在圓桌武士的墓地暫時避難。卓克向他們展露他與艾恩之間的連結，並告訴波恩等人他原先將他的半顆心給王子是希望可以改變艾恩殘暴的天性，並且藉此使人龍兩族和解。卓克希望藉由締造這項功績，來獲得升上群星的機會。因為唯有證明自己價值的龍，才可以在死後成為群星之中的一員。為了彌補自己的失敗，卓克同意幫助凱拉與吉爾伯特對抗艾恩。波恩在亞瑟王的墓碑前回憶起他已放棄多年的騎士守則，他向亞瑟王重新發誓將遵循騎士之道而行，並決定加入凱拉反抗暴政的行列。
有了波恩與卓克的幫助，村民們再度集結並成為了一支堅強的勁旅。艾許林也在此時將一群知名屠龍者帶進城堡增援艾恩，實際上艾許林打算殺死卓克好讓艾恩同歸於盡。在農民軍即將擊敗艾恩的騎兵時，吉爾伯特準確地將箭射進艾恩的胸膛。卓克立刻感應到劇痛，從天空中掉落並且被俘擄。艾恩立刻發現只要卓克不死，他就是不死之身。他立刻趕回城堡阻止屠龍者殺害卓克，並決定永遠拘禁卓克。艾許林在當晚試圖殺死卓克，卻被艾恩阻止並慘遭殺害。
在反抗軍們拼死攻城試圖拯救卓克時，波恩與凱拉潛入城堡並跟艾恩與屠龍者們戰鬥。即使卓克不斷懇求波恩殺死他以終止艾恩的暴政，波恩依舊不忍心殺害自己的摯友。但在不死的艾恩猛攻之下，波恩最後只能不情願地將戰斧擲向卓克露出的心臟。艾恩與卓克當場死亡，但在眾人圍繞在卓克的屍體旁哀悼時，卓克的身體化為一道光，並不斷上升，直到那群星閃耀之處。最終卓克也成為了群星中的一員，在吉爾伯特修士的記錄中，凱拉與波恩帶領著大家開始正義與友愛的黃金時代，而卓克之星也在人們遇到困難時，更加地閃耀鼓舞著大家。

## 演員
| 角色          | 演员            | 配音粤语 (TVB版本，2003年4月15日) |
| ------------- | --------------- | --------------------------------- |
| 波恩          | 丹尼斯·奎德     | 招世亮                            |
| 卓克 （配音） | 史恩·康納萊     | 張炳強                            |
| 艾恩          | 大卫·休里斯     |                                   |
| 凱拉          | 迪娜·迈耶       |                                   |
| 吉尔伯特修士  | 彼得·普斯特李威 |                                   |
| 國王·弗雷恩   | 傑森·艾塞克     |                                   |
| 皇后·艾許林   | 茱莉·姬絲蒂     | 黃麗芳                            |

## 製作
主體拍攝於1994年7月20日開始，於斯洛伐克進行製作。

## 評價
爛番茄網站在30條專業評論中，對這部電影的新鮮度為50%，平均分為5.7/10，觀眾的評價則是60%，獲得褒貶不一的評價。 影評稱讚背景設定、視覺效果及人物設計，但也認為劇情了無新意與令人疑惑。
影評羅傑·伊伯特給了本片3/4顆星：「雖然不會有任何一個超過12歲的人認真看待此電影，但魔龍傳奇具有一種輕鬆愉悅、一種快樂、一種天真的感覺，這讓我回想起以前電影還是很有趣的日子。不得不承認魔龍傳奇中的魔龍特效十分優異，雖然本片不是甚麼偉大的電影，但我看完電影後十分滿意。」。 紐約每日新聞的傑米·柏納德稱此片為「非常適合還會想像龍的年輕人欣賞。」、「魔龍是此片中最讓人信服的部分。」。娛樂周刊的肯·塔克給予此片正面評價也讚許史恩·康納萊為卓克配音：「如果不是史恩·康納萊美妙地為卓克配音，卓克將只是一條普通的龍。」

### 獲獎與提名
| 頒獎典禮     | 獎項                 | 結果 |
| ------------ | -------------------- | ---- |
| 奧斯卡金像獎 | 奧斯卡最佳視覺效果獎 | 提名 |
| 土星獎       | 最佳奇幻電影         | 得獎 |
| 土星獎       | 最佳服裝             | 提名 |
| 土星獎       | 最佳音樂             | 提名 |
| 土星獎       | 最佳特別效果         | 提名 |
| 好萊塢影展   | 好萊塢數位獎         | 得獎 |
| 衛星獎       | 最佳視覺效果         | 提名 |
| 錫切斯影展   | 最佳電影             | 提名 |